# 제33회 아카데미상
제33회 아카데미상은 1961년 4월 17일에 열린 시상식이다. LA 산타모니카 시빌 오디토리움에서 개최되었으며 사회자는 밥 호프이다.

## 후보 및 수상

### 작품상
- 아파트 열쇠를 빌려드립니다 - 빌리 와일더 수상
- 알라모 - 존 웨인
- 엘머 갠트리 - 버나드 스미스
- 아들과 연인 - 제리 워드
- The Sundowners - 프레드 진네만

### 남우주연상
- 엘머 갠트리 - 버트 랭커스터 수상
- 아파트 열쇠를 빌려드립니다 - 잭 레먼
- 엔터테이너 - 로렌스 올리비에
- 침묵의 소리 - 스펜서 트레이시
- 아들과 연인 - 트레버 하워드

### 여우주연상
- 버터필드 8 - 엘리자베스 테일러 수상
- 아파트 열쇠를 빌려드립니다 - 셜리 맥클레인
- 일요일은 참으세요 - 멜리나 메르쿠리
- The Sundowners - 데보라 카
- Sunrise at Campobello - 그리어 가슨

### 남우조연상
- 스파타커스 - 피터 유스티노브 수상
- Murder, Inc. - 피터 포크
- 영광의 탈출 - 살 미네오
- 알라모 - 칠 윌스
- 아파트 열쇠를 빌려드립니다 - 잭 크러쉔

### 여우조연상
- 엘머 갠트리 - 셜리 존스 수상
- The Dark at the Top of the Stairs - 셜리 나이트
- 싸이코 - 자넷 리
- 아들과 연인 - 마리 우레
- The Sundowners - 그리니스 존스

### 감독상
- 아파트 열쇠를 빌려드립니다 - 빌리 와일더 수상
- 일요일은 참으세요 - 줄스 더신
- 싸이코 - 알프레드 히치콕
- 아들과 연인 - 잭 카디프
- The Sundowners - 프레드 진네만

### 각본상
- 아파트 열쇠를 빌려드립니다 - 빌리 와일더 수상

### 각색상
- 엘머 갠트리 - 리처드 브룩스 수상

### 촬영상
- 스파타커스 - 러셀 메티 수상
- 아들과 연인 - 프레디 프란시스 수상

### 편집상
- 아파트 열쇠를 빌려드립니다 - 다니엘 맨델 수상

### 미술상
- 스파타커스 - 알렉산더 골릿즌 수상
- 아파트 열쇠를 빌려드립니다 - 알렉상드르 트로너 수상

### 의상상
- 스파타커스 - 빌 토머스 수상
- 팩츠 오브 라이프 - 에디스 헤드 수상

### 음악상
- 송 위다웃 엔드 - 모리스 스토로프 수상
- 영광의 탈출 - 어니스트 골드 수상

### 주제가상
- 일요일은 참으세요 - Manos Hadjidakis 수상

### 음향믹싱상
- 알라모 - Gordon Sawyer 수상

### 특수효과상
- 타임 머신 - Gene Warren 수상

### 외국어영화상
- 처녀의 샘 - 잉그마르 베르히만 수상

### 단편애니메이션상
- Munro - William L. Snyder 수상

### 단편영화상
- Day of the Painter - Richard Baker 수상

### 장편다큐멘터리상
- The Horse with the Flying Tai - Larry Lansburgh 수상

### 단편다큐멘터리상
- Giuseppina - 제임스 힐 수상

### 공로상
- 게리 쿠퍼 수상
- 스탠 로렐 수상

### 아역상
- Pollyanna - 헤일리 밀즈 수상

### 진 허숄트 박애상
- 솔 레서 수상

## 같이 보기
- 제18회 골든 글로브상
- 제14회 영국 아카데미 영화상